# Carmen Verlichak
Carmen Verlichak (Madrid ?) (hrv. Karmen Vrljičak) je argentinska književnica hrvatskog podrijetla (iz Imotske krajine). Piše na španjolskom jeziku. Kćer je hrvatskih emigranata Kazimira i Mire, a sestra ravnatelja Studie croatice Joze Vrljička.
Školovala se u Buenos Airesu.
Bila je sveučilišna profesorica, a za svoje je rad dobila nagradu Academic koju joj je dodijelio Museo General iz Belgrana.
Akademski stupanj je stekla radom o Thomasu Mannu.
S književnim radom je počela 1962., kad je objavila Mujeres de la imagen.
Surađuje s novinama La Nación iz Buenos Airesa i zagrebačkim Vjesnikom. Pisala je i za Studiu croaticu.

## Djela
- Edipo y sus hermanos / To je bilo ovako, hrvatsko-španjolsko dvojezično izdanje, Ed. Krivodol Press, 2009.
- Croacia, cuadernos de un país, Ed. Krivodol Press, 2009.
- Crónicas de campo y pueblo, Ed. Krivodol Press, 2008.
- Los croatas de la Argentina, Ed. Krivodol Press, 2004. i 2006.
- María Josefa Ezcurra, el amor prohibido de Belgrano, Ed. Sudamericana 1998 y 200 y Ed. Krivodol Press, 2007.
- Dos vascos por el mundo, knjiga putovanja, Ed. Krivodol Press, 1997.
- Las Diosas de la Belle Époque, Ed. Atlántida, 1996.
- Mujeres de la imagen, Ed. Planeta, 1992.

## Vanjske poveznice
- (šp.) Službene stranice Stranice od Carmen Verlichak
- (šp.) Studia croatica Razgovor s Carmen Verlichak u Diario del Viajero
- Vjesnik[neaktivna poveznica] »Argentinski Hrvati« Carmen Verlichak
- Radio-Imotski  Arhivirana inačica izvorne stranice od 11. lipnja 2007. (Wayback Machine) Argentinska književnica imotskih korijena Carmen Verlichak predstavila knjigu u Zagrebu !
- (engl.) Croatia.org Carmen Verlichak Maria Josefa Ezcurra, El amor prohibido de Belgrano - 4th edition